# Europejska Formuła 3
Europejska Formuła 3 (oficjalna nazwa FIA European Formula Three Championship) – seria wyścigowa z kategorii Formuły 3, organizowana w latach 1975–1984 przez Fédération Internationale de l’Automobile. W 2012 została wskrzeszona, zastępując Formułę 3 Euro Series.

## Mistrzowie
| Sezon     | Kierowca                                            | Zespół                                              |
| --------- | --------------------------------------------------- | --------------------------------------------------- |
| 1975      | Larry Perkins                                       | Team Cowangie                                       |
| 1976      | Riccardo Patrese                                    | Trivellato Racing                                   |
| 1977      | Piercarlo Ghinzani                                  | AFMP Euroracing                                     |
| 1978      | Jan Lammers                                         | Racing Team Holland                                 |
| 1979      | Alain Prost                                         | Oreca                                               |
| 1980      | Michele Alboreto                                    | Euroracing                                          |
| 1981      | Mauro Baldi                                         | Euroracing                                          |
| 1982      | Oscar Larrauri                                      | Euroracing                                          |
| 1983      | Pierluigi Martini                                   | Pavesi Racing                                       |
| 1984      | Ivan Capelli                                        | Enzo Coloni Racing                                  |
| 1985–2011 | Mistrzostwa Europejskiej Formuły 3 nie odbywały się | Mistrzostwa Europejskiej Formuły 3 nie odbywały się |
| 2012      | Daniel Juncadella                                   | Prema Powerteam                                     |
| 2013      | Raffaele Marciello                                  | Prema Powerteam                                     |
| 2014      | Esteban Ocon                                        | Prema Powerteam                                     |
| 2015      | Felix Rosenqvist                                    | Prema Powerteam                                     |
| 2016      | Lance Stroll                                        | Prema Powerteam                                     |
| 2017      | Lando Norris                                        | Prema Powerteam                                     |
| 2018      | Mick Schumacher                                     | Prema Powerteam                                     |